# Kavajë (distrito)
Kavajë (albanês: Rrethi i Kavajës) é um dos 36 distritos da Albânia localizado na prefeitura de Tirana. Sua capital é a cidade de Kavajë. Fica na costa albanesa do Mar Adriático.

## Municípios
O distrito de Kavajë está dividido nos seguintes municípios:
| - Golem - Gosë - Helmës - Kavajë - Kryevidh | - Lekaj - Luz i Vogël - Rrogozhinë - Sinaballaj - Synej |